# Notiphila striata
Notiphila striata är en tvåvingeart som beskrevs av Samuel Wendell Williston  1897. Notiphila striata ingår i släktet Notiphila och familjen vattenflugor. Inga underarter finns listade i Catalogue of Life.